# Thomas Crecquillon

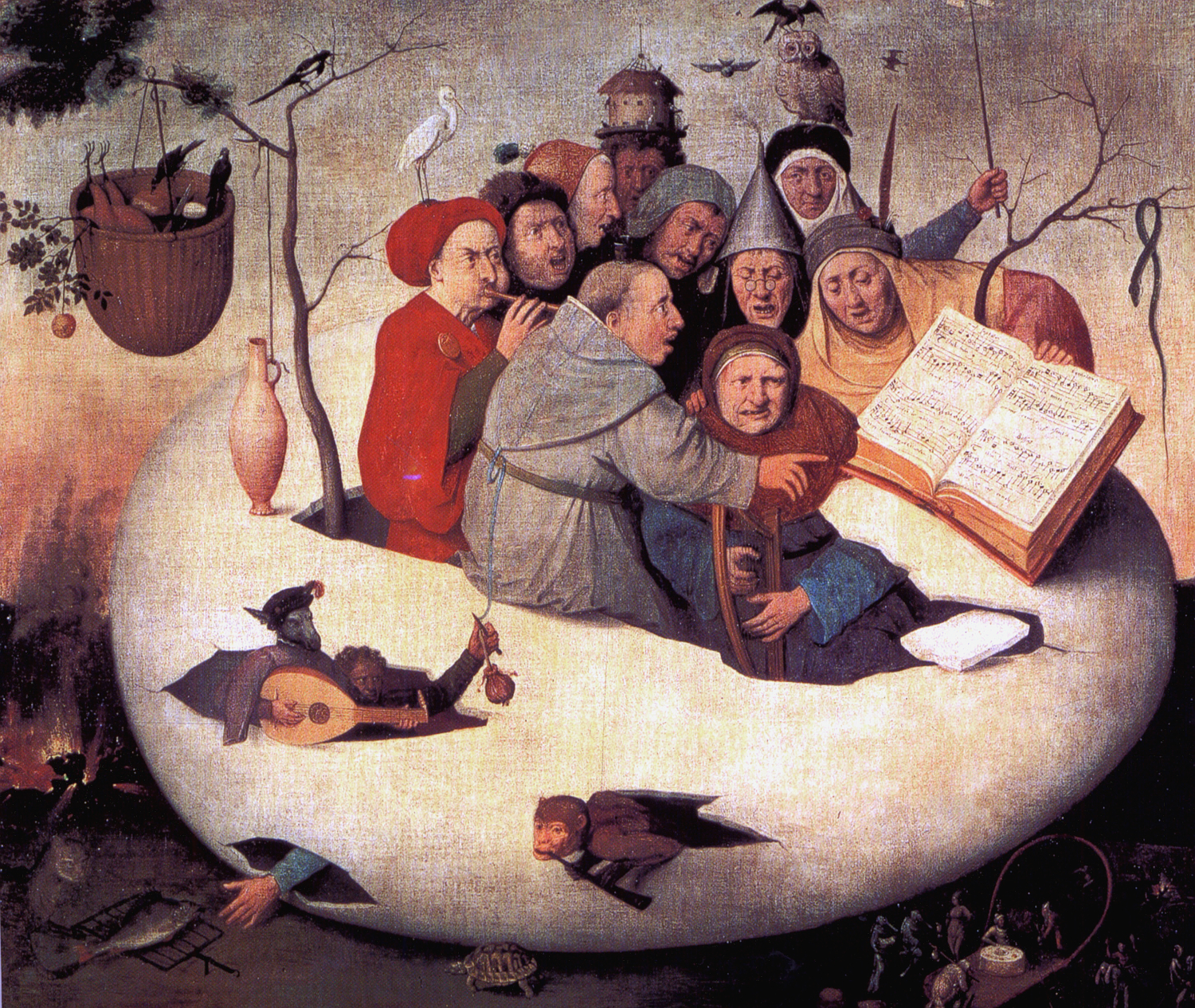
Concert in the Egg, della scuola di Hieronymus Bosch, con spartito di Thomas Crecquillon, dipinto del 1569.

Thomas Crecquillon (1505 circa – 1557) è stato un compositore fiammingo del Rinascimento appartenuto alla Scuola franco fiamminga. Il luogo della sua nascita non è noto ma sembra possa essere stato originario dei Paesi Bassi e che possa essere morto a Béthune.

## Biografia
Molto poco si conosce della sua vita. Fu membro della Cappella musicale dell'imperatore Carlo V, ma se fu maestro di cappella o un semplice cantore è ancora da decifrare in quanto le fonti disponibili sono contraddittorie. Successivamente sembra abbia lavorato a Dendermonde, Béthune, Lovanio e Namur. Contrariamente alla maggior parte dei compositori fiamminghi, sembra non abbia abbandonato la sua terra per andare in Italia, o in altre parti d'Europa. Molto probabilmente morì nel 1557, probabilmente a seguito di una epidemia a Béthune.
La musica di Crecquillon fu molto gradita ai contemporanei, essa mostra una lieve armonia e melodia che prefigura il culmine della polifonia di Palestrina. Egli compose 12 messe, più di 100 mottetti e almeno 200 chanson. Stilisticante fece uso dell'imitazione, alla maniera di Josquin des Prez, in quasi tutte le composizioni di musica sacra (messe e mottetti), seguendo la moda dell'epoca che prevedeva imitazione pervasiva e complessità polifonica. Diversamente da Josquin, comunque, Crecquillon raramente dava alla tessitura effetti drammatici, preferendo la lievità.
Le sue chansons profane, diversamente da quelle di altri compositori suoi contemporanei, utilizzavano anch'esse un'imitazione molto pervasiva, anche se come è normale in una forma più leggera di musica, facevano un uso considerevole della ripetizione (per esempio la frase finale). In funzione del loro carattere imitativo, fornirono alcuni dei migliori modelli per il successivo sviluppo della canzona, la forma strumentale che si sviluppò direttamente dalla chanson. Molte delle sue chanson sono state arrangiate per gli strumenti, in particolare per il liuto.
Gli editori musicali Pierre Phalèse (di Lovanio) e Tielman Susato (di Anversa) pubblicarono più musica sua che di qualsiasi altro compositore del tempo, mostrando ciò la grande reputazione di cui godette in vita, anche se la sua musica non è eseguita al giorno d'oggi allo stesso modo.